# Megace
Megace war eine deutsche Heavy-Metal-Band.

## Bandgeschichte
Die Band wurde am 22. Februar 1988 von Melanie Bock, Jörg Schrör (ex-Xandril, Torment, Entire Defeat) und Michael Müller gegründet. Im März kam mit Robbin Kortt ein zweiter Gitarrist zur Band, außerdem spielte Thorsten Jungmann kurz Schlagzeug, wurde aber noch im selben Monat durch Kai Alexander Spiekermann  ersetzt. Im Juni spielte die Band bereits die ersten 2 Shows in Hamburg. Im September wurde Robbin Kortt von Klaus Florian „Dirthy“ Möller abgelöst (die Fehlschreibweise des Spitznamens war beabsichtigt). Im Oktober 1988 wurde die erste Demokassette The Sign of the Ape mit vier Stücken aufgenommen, die sich rund 500 mal verkaufte. Nach weiteren Konzerten kam Rainer Behn (ex-Kilgore) im Juni 1989 als neuer Schlagzeuger zu Megace. Mit ihm wurde das unveröffentlichte Demo AAARRG - Demo 1 in Bochum aufgenommen. Am 17. Juni spielte Megace auf dem Lübecker Alternative Open Air, wo unter anderem auch Blind Guardian und Exumer auftraten. Im selben Jahr wurden zwei weitere unveröffentlichte Demos aufgenommen, bevor sich die Band Ende des Jahres von Michael Müller trennte. Christian „Chriddle“ Wulff von Drowning in Real war schnell als neuer Bassist gefunden. Mit seiner alten Band spielte Megace am 16. Juni 1990 in Sondershausen in der damaligen DDR. Etwas später verließ Rainer Behn Megace wieder, half aber noch bei den Aufnahmen zur zweiten Demo This is the News, die im Arschweh Studio de Band unter der Regie von Kai Hansen stattfanden. Mit Carsten Schubert kam im Oktober 1990 ein neuer Schlagzeuger. Es folgten einige Konzerte, u. a. als Vorband von Blind Guardian und Iced Earth in der Hamburger Markthalle.
Im Juli 1991 nahmen Megace das Debütalbum Human Errors auf, das am 26. August von 1MF Recordz veröffentlicht und von Rough Trade vertrieben wurde. Es wurden tatsächlich über 5000 Kopien verkauft. Wegen starker Unstimmigkeiten mit dem Label konnte und wollte die Band keine weiteren Alben veröffentlichen, bis der Rechtsstreit 1993 mit der Trennung von 1MF Recordz endete. Nach weiteren Konzerten verließen Klaus Florian „Dirthy“ Möller und Carsten Schubert die Band im August 1992. Mit Stefan Speidel wurde bald ein neuer Gitarrist gefunden, ein neuer Schlagzeuger kam erst im April 1993 zur Band. Im Winter nahmen die verbliebenen Bandmitglieder ein nie veröffentlichtes Demo mit Drumcomputer auf. Schließlich kam Stephan Gora als neuer Schlagzeuger zu Megace. In der neuen Besetzung wurde das Demo Pseudo Identity aufgenommen, etwas später trennte sich die Band bereits wieder von Stephan Gora. Diesmal wurde mit Andreas Düwel endlich ein permanenter Ersatz gefunden. 1995 spielte die Band weitere Konzerte und nahm zwei unveröffentlichte Demos auf, auf denen erstmals auch deutschsprachige Stücke zu hören waren.
Im Mai 1996 fingen Megace ohne Plattenvertrag an, das zweite Album aufzunehmen. Ende 1997 waren fünf Stücke fertig abgemischt. Im Mai 1999 erschien schließlich das zweite Album Inner War auf Angular Records.
Da Jörg Schrör (ab 2001: Jörg Düsedau) mit der stilistischen Entwicklung der Band nicht mehr zufrieden war, verließ er Megace im September 2001, um sich zunächst für ein halbes Jahr der Motörhead-Coverband Nö Class anzuschließen, um dann zusammen mit weiteren alten Hasen der Hamburger Szene die Old-School-Metal-Band FIRE zu gründen. Die übrigen Mitglieder spielen als Step Into Liquid weiter. Aktuell (2012) sind sowohl FIRE als auch Step Into Liquid weiterhin aktiv.

## Diskografie
- 1991: Human Errors als CD, LP, MC
- 1999: Inner War als CD